# Gianluigi Donnarumma
Gianluigi Donnarumma   (Castellammare di Stabia, 25 de febrer de 1999) és un futbolista italià que juga com a porter al Paris Saint-Germain FC de la Ligue 1 francesa. Del 2015 al 2021 va jugar amb l'AC Milan de la Sèrie A. També és internacional amb la selecció d'Itàlia.

## Palmarès
AC Milan
- 1 Supercopa italiana: 2016

Paris Saint-Germain FC
- 3 Ligue 1: 2021-22, 2022-23, 2023-24
- 1 Copa francesa: 2023-24
- 3 Supercopes franceses: 2022, 2023, 2024[3]

Selecció italiana
- 1 Eurocopa: 2020